# Victor Fontan
Victor Fontan (Pau, 18 giugno 1892 – Pessac, 2 gennaio 1982) è stato un ciclista su strada francese.
Professionista tra il 1923 ed il 1930, conta due vittorie di tappa al Tour de France.

## Carriera
Corse per la Elvish-Fontan e per la Wolsit, distinguendosi soprattutto in corse nella Francia sud-occidentale e nel Tour de France. Prima della prima guerra mondiale vinse la Tolosa-Bordeaux nel 1913.
Dopo l'interruzione bellica tornò alla ribalta nel 1923, imponendosi nella Vuelta a Gipuzkoa, nel Tour du Sud-Ouest e nel Tour de Corrèze. Nel 1924 partecipò al Tour de France, ritirandosi durante la quinta tappa.
Nel 1926 vinse la Volta a Catalunya, vincendo anche tre delle sei tappe disputate, la Bordeaux-La Rochelle e la corsa di San Pedro de Irun. L'anno successivo vinse ancora la Volta a Catalunya, vincendo due tappe, la Vuelta al País Vasco, imponendosi nella tappa di San Sebastián, il Circuit du Midi, il Circuit du Béarn (vincendo due tappe), la Vuelta a Estella e una corsa a Taffala.
Nel 1928 fu quarto al Giro d'Italia e settimo al Tour de France, dove vinse due tappe, a Bordeaux ed a Luchon. L'anno successivo vinse il Petit Tour de Sud-Est; al Tour de France conquistò la maglia gialla nella tappa di Luchon, ma fu costretto al ritiro nella tappa successiva a causa della rottura della bicicletta. A seguito di questo fatto il regolamento della Grande Boucle fu cambiato, permettendo il cambio del mezzo durante la corsa.
Nel 1930, ultima stagione da professionista, vinse il Tour de Corrèze, il Grand-Prix de la Côte-d'Argent e si ritirò durante la nona tappa al Tour de France.
Fontan fu ricordato nel 1980 quando il Tour de France passò per Nay.

## Palmarès
- 1913

Tolosa-Bordeaux
- 1923

5ª tappa Tour du Sud-Ouest
6ª tappa Tour du Sud-Ouest
7ª tappa Tour du Sud-Ouest
8ª tappa Tour du Sud-Ouest
Classifica generale Tour du Sud-Ouest
Tour de Corrèze
Vuelta a Gipuzkoa
- 1924

2ª tappa Tour du Sud-Ouest
6ª tappa Tour du Sud-Ouest
7ª tappa Tour du Sud-Ouest
- 1926

San Pedro de Irun
Bordeaux-La Rochelle
2ª tappa Volta a Catalunya
4ª tappa Volta a Catalunya
5ª tappa Volta a Catalunya
Classifica generale Volta a Catalunya
- 1927

2ª tappa Circuit du Béarn
4ª tappa Circuit du Béarn
Classifica generale Circuit du Béarn
1ª tappa Circuit du Midi
Classifica generale Circuit du Midi
3ª tappa Vuelta al País Vasco (San Sebastián)
Classifica generale Vuelta al País Vasco
3ª tappa Volta a Catalunya
8ª tappa Volta a Catalunya
Classifica generale Volta a Catalunya
Circuit du Taffala
Classifica generale Vuelta a Estella
- 1928

7ª tappa Tour de France (Les Sables-d'Olonne > Bordeaux)
9ª tappa Tour de France (Hendaye > Luchon)
- 1929

Petit Tour de Sud-Est
- 1930

Grand-Prix de la Côte-d'Argent
Tour de Corrèze

## Piazzamenti

### Grandi Giri
- Giro d'Italia

1928: 4º
- Tour de France

1924: ritirato (5ª tappa)
1928: 7º
1929: ritirato (10ª tappa)
1930: ritirato (9ª tappa)

### Classiche monumento
- Parigi-Roubaix

1929: 6º